# Walther Classen
Walther Classen (* 24. April 1874 in Hamburg; † 8. September 1954 in Reinbek) war ein evangelischer Theologe und Pädagoge.

## Leben
Walther Classen, das vierte und jüngste Kind des Augenarztes August Classen, studierte evangelische Theologie in Jena, Marburg und Berlin. Angeregt durch die Kollegen Clemens Schultz gründete er 1898 einen Lehrlingsverein. Nach Besichtigung der Sozialarbeit in den Arbeitervierteln im Londoner Osten folgte eine weitere Gründung, die Classen über Hamburg hinaus bekannt machte. In Hamburg-Hammerbrook entstand durch seine Initiative das erste Settlement-Haus Deutschlands, in dem Studenten und Arbeiter zusammentreffen sollten. Classen hatte großen Einfluss auf den Evangelisch-Sozialen Kongress und war eng mit der Herausgabe der Zeitschrift Die Christliche Welt verbunden. Seine rassentheoretischen Werke Das Werden des Deutschen Volkes erschien in mehreren Bänden, zuletzt 1944.
Classen war Mitglied im Alldeutschen Verband.

### Settlement Hammerbrocker Volksheim
Nach dem Studium begab sich Classen auf eine Weltreise. Finanziell unterstützte ihn dabei der Industrielle und Politiker Heinrich Traun. Auf dieser Reise besuchte er die von Samuel Barnett gegründete Londoner Toynbee Hall und kam so mit der Settlement-Bewegung in Kontakt. Grundgedanke dieser Bewegung war es, dass Mitglieder der höheren Klassen ihre Privilegien wie Bildung mit den Mitgliedern unterer Klassen teilen. Dazu zogen reiche und akademische Menschen in Arbeiterviertel und Einwandererviertel. Classen publizierte 1900 seine Erfahrungen mit der Londoner Settlement-Bewegung in seinem Buch „Soziales Rittertum in England“. Der Versuch, eine vergleichbare Ansiedlungsidee in Hamburg zu etablieren, war wenig Erfolg beschieden. Das als Settlement gedachte Haus im Hamburger Stadtteil Hammerbrook nannte er „Volksheim“ und diente der Kultur- und Bildungsarbeit insbesondere für Arbeiterkinder. Ziel des Bildungsprojekts, dessen Trägerverein nur von Mitgliedern der Hamburger Bürgerschaft besetzt werden konnte, war es, den Klassenkonflikt zu entschärfen. Ohne die unterschiedlichen Klasseninteressen verneinen zu wollen, sei es das Ziel Volksheims, den Gegensatz durch „das höhere Recht des geschichtlich gewordenen Volksganzen und die höhere Pflicht der Einordnung in die Gemeinschaft“ zu überbrücken.
Obwohl das Volksheim immer wieder als „Settlement“ dargestellt wurde, weigerten sich außer Classen alle Vereinsmitglieder, mit den Arbeitern zu leben.
Ein besonderes Anliegen Classens war das „Stählen“ der Jugendlichen für die „Wehrkraft“ im volkstümlichen Sinne. 1915 verfasste er dazu den Aufsatz „Wehrkraft und Erziehung“.

### Volkstum und nationale Würde
Nach dem Ende des Ersten Weltkrieges plädierte Classen in seinem Essay „Nationale Würde“ für mehr Demut „vor dem großen Geiste des Volkstums“. Dessen „Lebensgesetzen“ gelte es zu „dienen“. Diese Gesetzlichkeiten seien „bindend mit der Kraft des kategorischen Imperativs“. Das einzelne Subjekt müsse in dem Höheren des Volkstums aufgehen, damit „uns Deutschen“ wieder die „Kraft zur nationalen Würde“ käme.
Völkisches Gedankengut prägte auch seine politisch Kritik an den Sozialdemokraten einerseits und dem Bürgertum andererseits, die darauf abzielte, den Klassengegensatz auf der Basis des Völkischen zu versöhnen: „Den wüsten Hass gegen die Sozialdemokraten halte ich auch für falsch. Man muss doch einmal mit ihnen leben. Ich kenne sehr viele achtenswerte Männer dort, auch wirkliche Patrioten.“ Und das Bürgertum habe hingegen nicht gesehen, dass „die Tausende enger Wohnungen der Sechsstockwerkshäuser, in denen die Rasse unseres Volkes aussterben mußte und die Volksseele in dumpfer Luft vergiftet wurde.“
Mit seiner Arbeit an dem rassentheoretischen Werk Das Werden des Deutschen Volkes begann er 1915. Die Bände erschienen bereits während der Zwischenkriegszeit in zwei Auflagen sowie von 1941 bis 1944 in einer dritten Auflage. Sein vierter Band konnte nicht mehr veröffentlicht werden. Classen bekannte sich u. a. in seinem Aufsatz Antisemitismus, Völkerkunde und Religion als Antisemit, distanzierte sich aber später von Mitarbeitern wie Wilhelm Stapel und von Adolf Hitler.

## Ehrungen
- 1952: Verdienstkreuz (Steckkreuz) der Bundesrepublik Deutschland

## Schriften (Auswahl)
- Soziales Rittertum in England. Ein Reiseber. 1900
- Der geschichtliche Jesus von Nazareth. 1902
- Kreuz und Amboß. Roman aus der Gegenwart. 1903
- Christus heute als unser Zeitgenosse. 1905
- Großstadtheimat. Beobachtungen zur Naturgeschichte des Großstadtvolkes. 1906
- Biblische Geschichte nach der neueren Forschung für Lehrer und Eltern. Band I: Leben Jesu, 1906
- Biblische Geschichte nach der neueren Forschung für Lehrer und Eltern. Band II: Altes Testament. 1907
- Biblische Geschichte nach der neueren Forschung für Lehrer und Eltern. Band III: Das Urchristentum. 1908
- Suchen wir einen neuen Gott? 1907
- Zucht und Freiheit. Ein Wegweiser für die deutsche Jugendpflege. 1914
- Jesus von Nazareth. Worte und Taten nach den drei ältesten Evangelien. 1917
- Das Werden des deutschen Volkes. 1921/22
  - I. Des deutschen Volkes Ursprung. Von der Steinzeit bis zum hohen Mittelalter. 1941
  - II. Deutschland, die Mitte des jungen Europa. Vom hohen Mittelalter bis zum Tode Friedrichs des Großen. 1942.
  - III. Das Erwachen des deutschen Volkes. Dichter, Fürst und Werkmann unter den Völkern. 1944
- Eintritt des Christentums in die Welt. Der Sieg des Christentums auf dem Hintergrunde der untergehenden antiken Kultur. 1930
- 16 Jahre im Arbeiterquartier. 1932
- Verachtete Propheten. Betreff zu einer religiös geschichtlichen Einführung in das alttestamentliche Prophetentum. 1936
- (Hrsg.): Clemens Schultz, Gesammelte Schriften eines Jugendpflegers. 1918.